# Verwaltungsgemeinschaft Wolmirstedt
Die Verwaltungsgemeinschaft Wolmirstedt war eine Verwaltungsgemeinschaft im sachsen-anhaltischen Landkreis Börde, in der sich die Stadt Wolmirstedt und die Gemeinde Farsleben zur Erledigung ihrer Verwaltungsgeschäfte zusammengeschlossen hatten. Mit Eingemeindung von Farsleben nach Wolmirstedt am 1. Januar 2009 wurde die Verwaltungsgemeinschaft aufgelöst. Sie hatte eine Fläche von 38,88 km² und 11.335 Einwohner (Stand: 31. Dezember 2006).

## Die Gemeinden mit ihren Ortsteilen
- Stadt Wolmirstedt mit Elbeu und Mose
- Farsleben